# Isaac Rehn
Pour les articles homonymes, voir Rehn.
Isaac A. Rehn, né en Pennsylvanie en 1815 et mort à York en 1883, est un artiste peintre, inventeur, lithographe et photographe américain, pionnier de l'utilisation du papier photographique, actif de 1845 à 1877 à Philadelphie,. Il est connu pour son utilisation de la « mezzo-graphie », une technique de reproduction photographique imitant le procédé de gravure sur cuivre nommé mezzo-tinto. Politiquement à gauche, il apporta son soutien au eight-hour day movement qui défendait la journée de huit heures aux États-Unis.

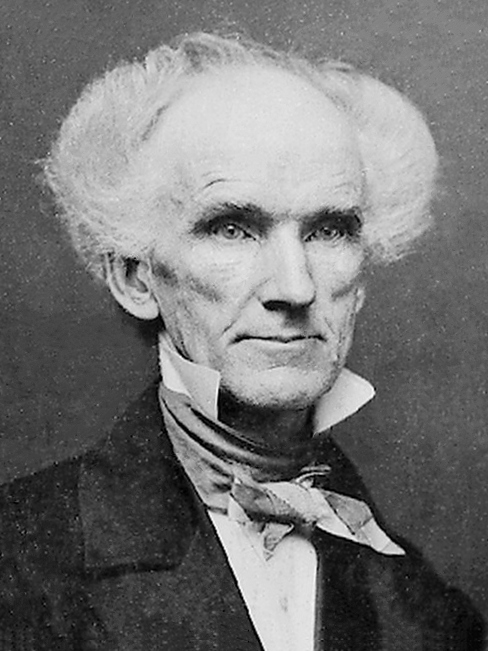
Portrait de James Barton Longacre, par Isaac Rehn, ambrotype de 1855.

Rehn installe son studio de peintre à Philadelphie, en 1845, mais, en 1849, il le transforme en studio photographique. Il s'installe ensuite à Boston où il s'associe à James Ambrose Cutting avec qui il développe divers procédés photographiques comme l'ambrotype. Rehn retourne, en 1853, à Philadephie pour y promouvoir les procédés issus de son association avec Cutting. Il continue son exploration de nouveaux moyens de reproduction photographiques et se lance dans la production photolitographique.